# پیج ونزنت
پیج ونزنت (انگلیسی: Paige VanZant؛ زادهٔ ۲۶ مارس ۱۹۹۴) یک رزمی کار، نویسنده و مدل اهل ایالات متحده آمریکا است. وی از سال ۲۰۱۲ میلادی تاکنون در یواف‌سی مشغول فعالیت بوده‌است.